# Luiza Erundina
Luiza Erundina, de son nom complet Luiza Erundina de Sousa, née le 30 novembre 1934, à Uiraúna (Paraíba, Brésil), est une femme politique et assistante sociale brésilienne.
C'est la première fois qu'une femme et aussi qu'un membre d'un parti de gauche (le Parti des travailleurs (PT)) est élu maire de São Paulo (1989-1993).
En 2012, elle est candidate aux fonctions de vice-maire de São Paulo, mais après l'alliance du PT avec Paulo Maluf, elle décide de se retirer, même si elle continue être favorable à Fernando Haddad (qui est élu maire). Actuellement elle est députée du Parti Socialisme et Liberté (PSOL).